# The Make-Up
Ne doit pas être confondu avec Make-Up.
The Make-Up, plus connu sous le nom de Make-Up, est un groupe de post-punk américain, originaire de Washington, D.C.. Formé en 1995, il est composé à l'origine de Ian Svenonius au chant, James Canty à la guitare, Steve Gamboa à la batterie et Michelle Mae à la basse, le groupe est rejoint en 1999 par un cinquième membre, Alex Minoff (des groupes Golden et Extra Golden), qui intègre la formation jusqu'à sa dissolution au début de l'année 2000. Le groupe se reforme en 2012 à l'occasion du festival All Tomorrow’s Parties’ I’ll Be Your Mirror festival et se produit occasionnellement sur scène.
Leur discographie comprend quatre albums studio, deux albums live, une compilation regroupant divers singles et faces B, et un certain nombre de maxis vinyl, tous produit via des labels de musique indépendants tels que Dischord Records, K Records, et Southern Records. Svenonius, Mae, et Minoff font actuellement partie du groupe Weird War. Svenonius a depuis sorti un album solo sous le pseudonyme de David Candy.

## Biographie
Avant la formation des Make-Up, Svenonius, Canty, et Gamboa étaient membres de The Nation of Ulysses et de Cupid Car Club.  Avant de rejoindre The Make-Up, Mae jouait avec le groupe du Midwest, The Frumpies. Svenonius expliquera que la formation de The Make-Up s'est faite sur les cendres de Nation of Ulysses qui « s'est séparé à cause de la nouvelle technologie et l'explosion du phénomène Nirvana. » The Make-Up sera publié sur plusieurs labels comme notamment Dischord Records, K Records, Southern Records, et leur propre label Black Gemini Records. The Make-Up s'associera à plusieurs producteurs comme Brendan Canty, Calvin Johnson, Guy Picciotto, Royal Trux (Adam and Eve), John Loder, et Ian MacKaye. Ils tourneront aussi avec des groupes comme Dub Narcotic Sound System, Royal Trux, Sonic Youth, Fugazi, Ted Leo, Slant 6, Lungleg, Mr. Quintron, Les Savy Fav, et Blonde Redhead.
Le premier enregistrement des Make-Up en 1995 est Blue is Beautiful, un single 7" publié sur leur label Black Gemini Records. Leur deuxième et troisième enregistrements sont avec Meta-Matics, encore une fois chez Black Gemini, et un autre split avec Slant 6 chez Time Bomb Records.
Le premier album studio, Destination: Love - Live! at Cold Rice, est publié en 1996. En 1997, ils publient deux nouveaux albums en l'espace d'un an : After Dark et Sound Verite. La même année, Make-Up publi le single Free Arthur Lee dédié à la libération d'Arthur Lee, emprisonné en 1996,. Toujours en 1997, The Make-Up seront le sujet d'un documentaire fictif intitulé Blue is Beautiful.
L'année suivante, The Make-Up publie un quatrième album, In Mass Mind, et un split 7-inch avec Lungleg. En 1999 sort I Want Some, une compilation de singles et faces B. Un an plus tard, le groupe publie ce qui sera leur cinquième et dernier album en date, Save Yourself
En 2000, après un cinquième album, The Make-Up se sépare. Un album live à titre posthume, Untouchable Sound, est publié en 2006 par les labels Drag City et Sea Note. Il y fait participer Alex Minoff à la guitare.

## Discographie

### Albums studio
- 1996 : Destination: Love - Live! at Cold Rice (Dischord)
- 1997 : Sound Verite (K Records)
- 1998 : In Mass Mind (Dischord)
- 1999 : Save Yourself (K Records)

### Compilation
- 1999 : I Want Some (compilation de singles) (K Records)

### Albums live
- 1997 : After Dark (Dischord)
- 2006 : Untouchable Sound (Drag City/Sea Note)

### Vidéographie
- 1998 : Blue is Beautiful (incluant In Film/On Video) (Dischord)
- 2006 : In Film/On Video (Dischord)